# こむこむ

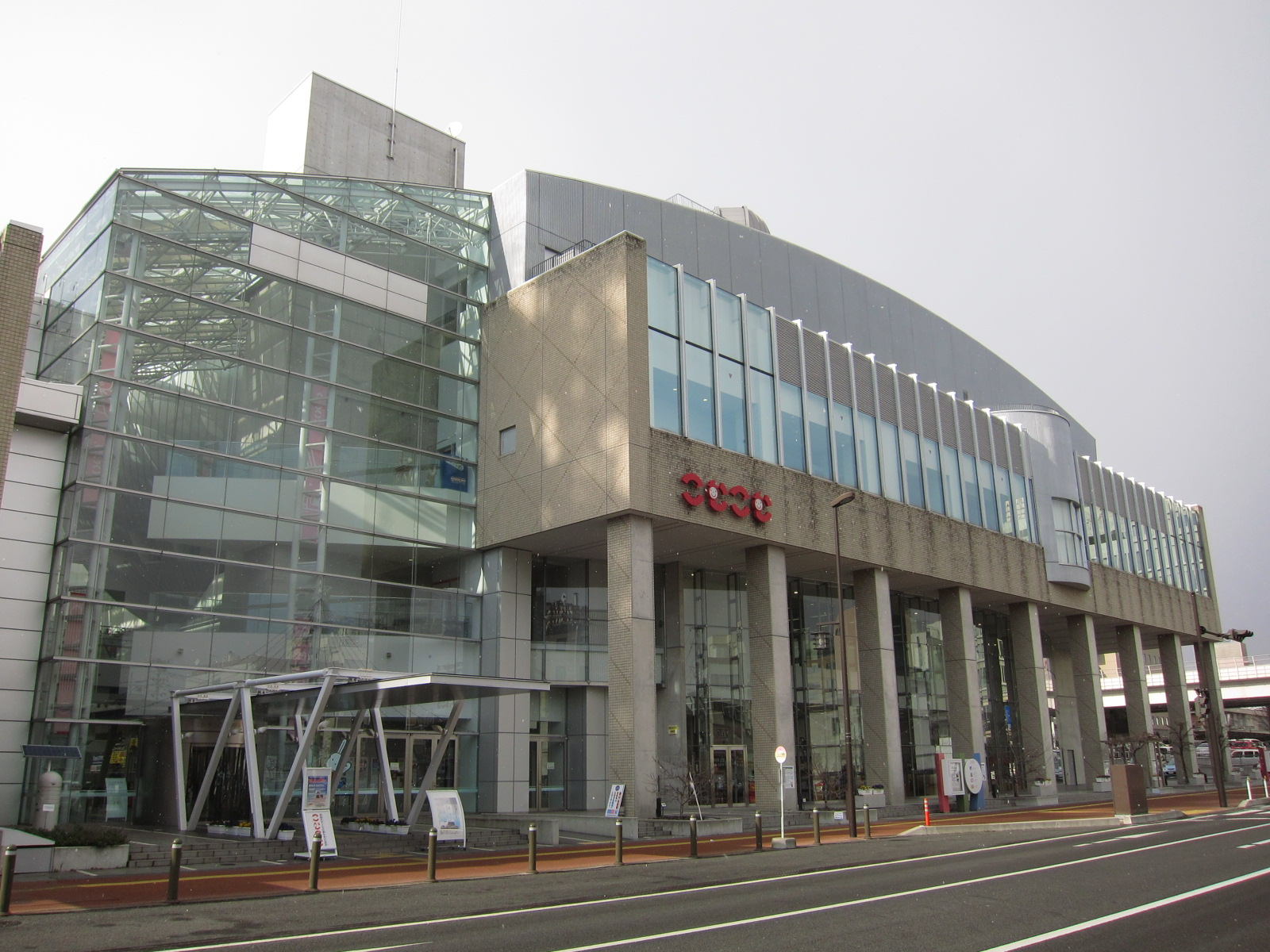
外観

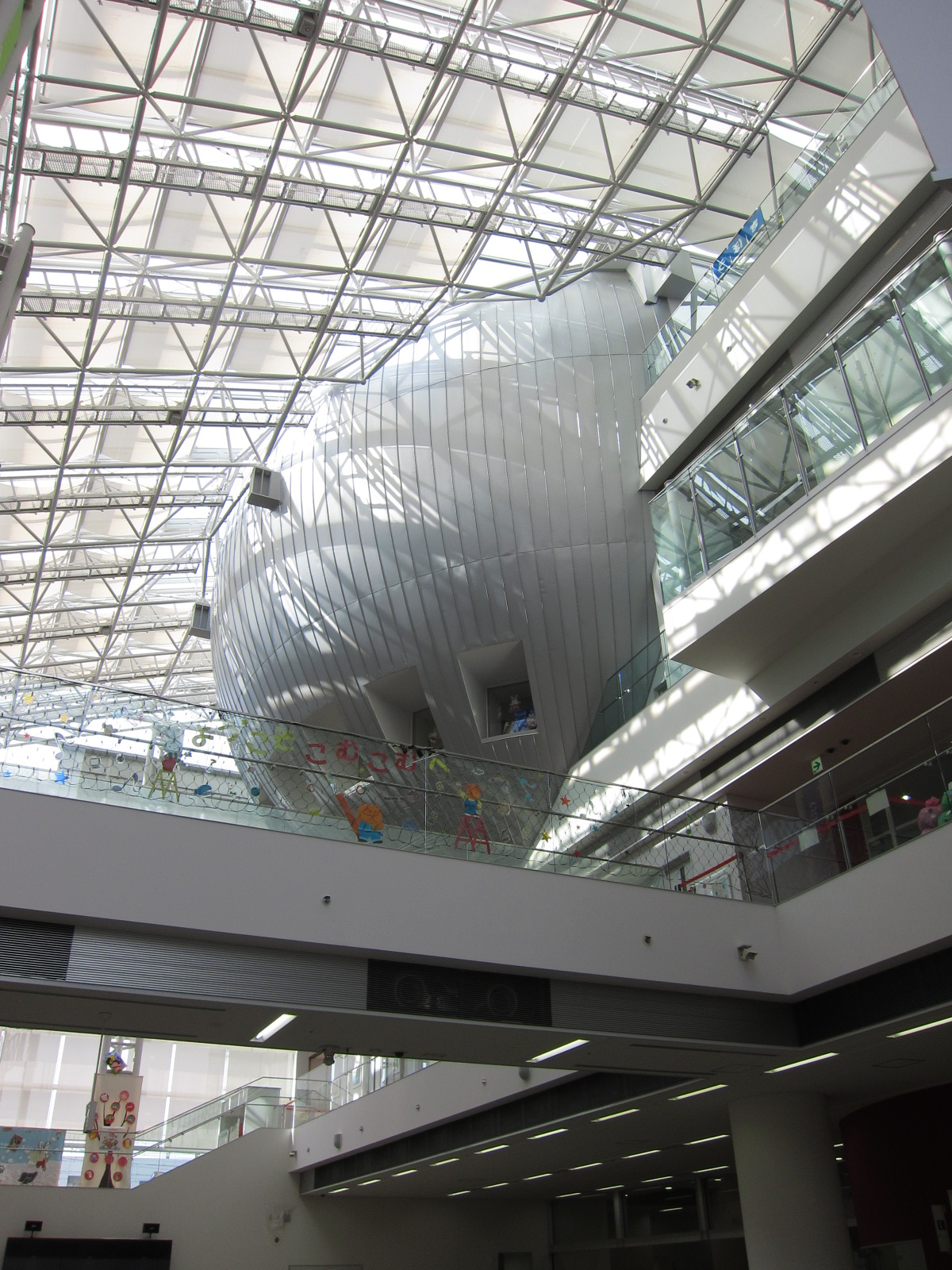
館内（球体部分はプラネタリウム）

福島市 子供の夢を育む施設 こむこむ館は、福島県福島市にある教育文化複合施設である。福島市が建設した教育文化複合施設。

## 概要
市内早稲町のJR福島駅東口の南側に広がる施設である。隣接してNHK福島放送局が棟続きで建設されており、一体的な文化施設となっている。電車、バスの交通の便に優れ、隣には福島駅駐車場があるために、休日を中心に家族連れや子どものグループ、校外学習などでにぎわいを見せる。

## 沿革
1972年に建設された福島市桜木町の福島市児童文化センターが老朽化きたことから、1993年に「子どもの夢を育む施設」として計画された。
翌年の1994年、国鉄清算事業団から福島駅駐車場南側の土地を取得し、基本計画を練り上げて2001年にNHKと施設建設に関わる協定を締結した。その後、2003年に着工し、2005年7月23日にオープンした。計画に市民の意見を反映するため、何回もワークショップが行われている。「こむこむ」という名称も、「子どもの夢を育む施設の愛称募集」によって決められたものである。

## 施設
1階
にぎわい広場
最上階まで貫く吹き抜けになっているエントランスホールであり、インフォメーションセンターや、福島市のキャラクターである「ももりん」の案内ロボットが設置されている。隣接するNHK福島放送局の広報施設にも直接出入りすることができる。
福島市子どもライブラリー
福島市立図書館の分館として設置された児童図書館であり、東北初となる公設の児童図書館である。児童書を中心に2万8千冊の蔵書がある。
わいわいホール
最大292席の多目的ホールである。演奏会や各種発表会に用いられるほか、隣接するNHK福島放送局主催の公開放送・収録・録音などにも用いられる。
チャレンジウォール
高さ7メートルのクライミングウォール。インストラクターを派遣しての団体利用も可能である。
2階
情報検索コーナー・交流コーナー・ワークショップ資料コーナー
飲食可能なテーブル席と、インターネット接続されたパソコンが設置されているスペース。もっぱら学生・児童の自習に用いられることが多い。
学習室
ボランティアビューロー
3階
ワークショップルーム
ものつくり体験を行う「つくろうの部屋」、科学実験や観察を行う「なぜだろうの部屋」、PCルーム、和室、音楽スタジオ、キッチン、オープンスタジオなど各種ワークショップ用の設備がある。現在、オープンスタジオ部分は鉄道模型の大型ジオラマが設置されている。
のびのび広場
未就学児向けの遊び場、ワークショップスペース。
4階
プラネタリウム
直径15メートル、120名収容。五藤光学研究所製スーパーウラヌスとバーチャリウムIIが用いられている。
常設展示室
企画展示室
周辺
- 玄関周辺の道路沿いには福島市の名産である果物の樹木が植栽されている。
- 玄関の目の前に福島交通路線バス市内循環2コースの「こむこむ館前」バス停が設置されている。

## 備考
建設が始まる前、福島市を舞台としたNHK連続テレビ小説『ひまわり』が放送されていたことから、建設用地をひとまず一面のヒマワリ畑として整備していた。それ以前は駐車場であった。